# Українська пісня (фестиваль-концерт)

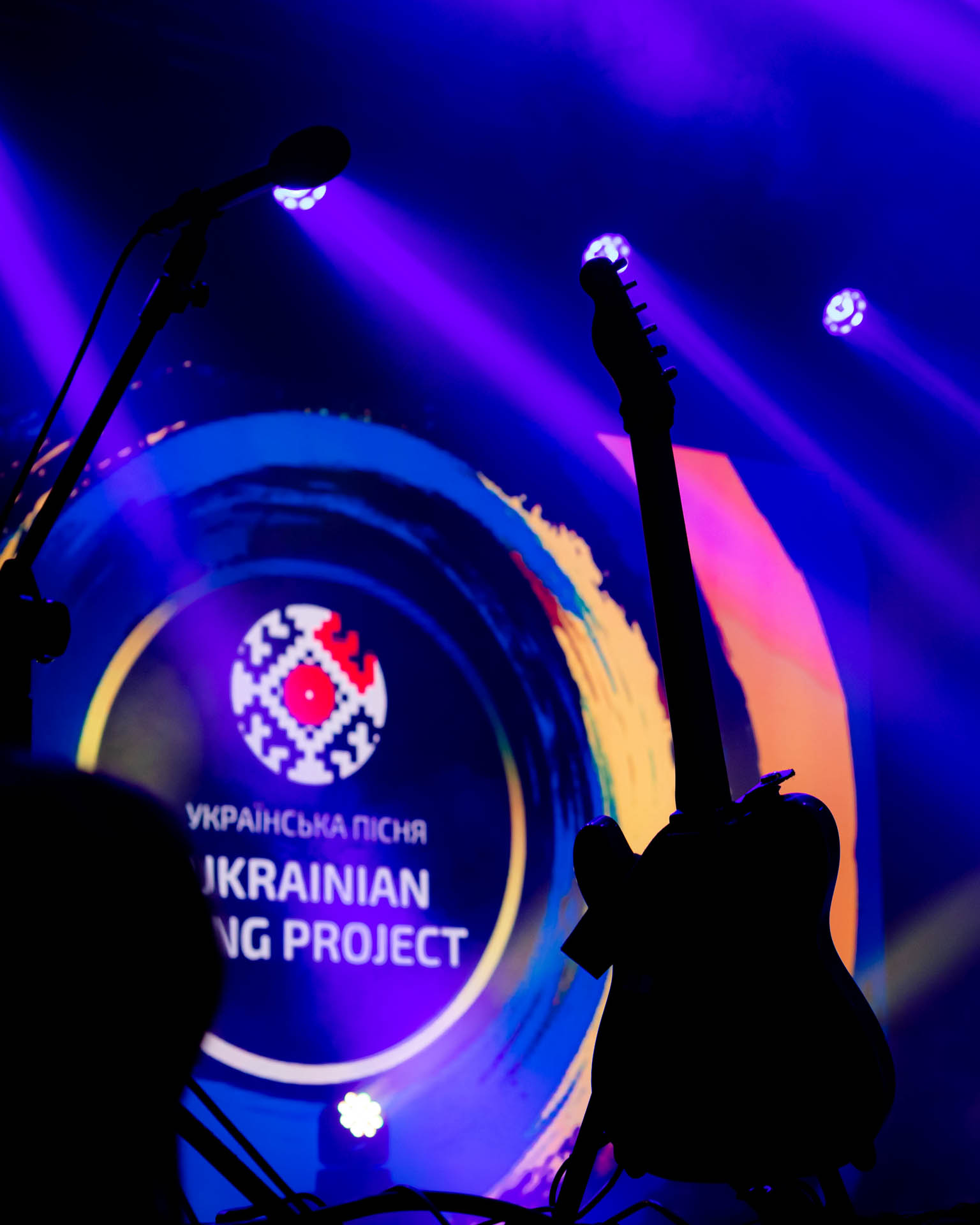
Ukrsongproject 2022

«Українська пісня / Ukrainian Song Project» — музичний фестиваль-концерт національного телепроєкту, що прагне стати потужним україномовним проєктом із новим, сучасним українським обличчям, і стати головною музичною подією в Україні, а надалі — набути міжнародного значення. Фестиваль — концерт відбувається у переддень святкування Дня незалежності у Львові.

## Мета проєкту
Пошук молодих артистів та гуртів із різних міст України, створення якісного українського музичного продукту європейського рівня, розповсюдження, популяризація та промоція української музики в Україні та світі. Серед партнерів телепроєкту — мас-медіа Канади, Австралії, США, Бразилії, Аргентини, Італії, Португалії, Литви.

## 2016
Дебют проєкту відбувся в Палаці спорту «Україна» міста Львова. Кількість глядачів — 2900.
Йому прогнозували славу україномовного Євробачення.
Два десятки виконавців обирали серед 500 заявок. Серед них: «ГуляйГород», Tiny Steps, Kira Mazur, VIDVERTO, «Анна-Марія», Nana і Трач, Navi, «Не лізь, бо вб’є», «Женя і Катя», Санмай, Ейра, Patsyki z Franeka, Navsi100, Solovey, Mirami, Rulada, Panchyshyn, Іва Холодова, Chris KURT. Усі ці виконавці та гурти працюють у різних жанрах: поп, танцювальна музика, рок та інші.
Із відомих українських музикантів виступили: «Антитіла», «The ВЙО», «Rock-H», «Joryj Kłoc», «LUIKU», Аркадій Войтюк та Брія Блессінг (США, Україна).

## 2017
Концерт відбувся на стадіоні «Арена Львів» по вулиці Стрийська, 199, з кількістю глядачів — 10 500.

## 2018
У 2018 концерт відбувся 18 серпня напередодні 27-ї річниці Незалежності України. У рамках телепроєкту «Українська пісня» пройшов професійний музичний саміт, на якому виступали провідні представники не тільки української, але і західноєвропейської музичної індустрії.
Три десятки найкращих українських артистів на 52-метровій сцені, сім годин унікального шоу і 13 000 глядачів зібрались на стадіоні «Арена Львів».
Виступили найкращі українські артисти: «Воплі Відоплясова», RULADA, Pianoбой, Олександр Пономарьов, Злата Огнєвіч, О.Torvald, Alyosha, Олег Скрипка, Mélovin, Tayanna, DILEMMA, Kadnay, Павло Табаков, Sonya Kay, Артем Пивоваров, Ivan Navi, гурти «Тартак», «Скрябін», «Антитіла».
Іноземними хедлайнерами став відомий польський рок-гурт CHEMIA, засновником і гітаристом якого є колишній очільник Укрзалізниці Войцех Бальчун. Спеціально та ексклюзивно для «Української пісні 2018» поляки підготували та виконали одну пісню українською мовою — «Герой».
На гігантську сцену того вечора вийшли і молоді гурти та співаки, які пройшли відбір «Української пісні 2018»: TOLO4NYI, PATSYKI Z FRANEKA, PANCHYSHYN, LUMIERE, JULINOZA, Anna PETRAsh, RULADA, Secret Forest та Erômin, SECRET FORÉST.
Цих фіналістів було обрано з понад 300 заявок. Переможців обирала експертна рада у такому складі: музичний продюсер Руслан Квінта, музичний продюсер телеканалу «Україна» Геннадій Вітер, композитор Михайло Некрасов, засновник лейблу «Контрамарка», виконавчий директор «Української пісні 2018» Олександр Порядченко, продюсер каналу М2 Роман Муха, головний редактор онлайн-журналу Karabas Live Ігор Панасов, а також співзасновник, співорганізатор і генеральний продюсер «Українська пісня / Ukrainian Song Project» Тарас Курчик. До вибору фіналістів долучилися також інтернет-користувачі.
Артдиректором «Української пісні» є один із співзасновників та співорганізаторів проєкту Василь Вовкун. Концерт відбувся за підтримки Міністерства культури України, Львівської обласної ради і Львівської ОДА і Телеканалу «Україна»
У День Незалежності України, 24 серпня, концерт транслювався на телебаченні.
Ведучий Тимур Мирошниченко (ведучий Євробачення).

## 2019
Відбувся 17 серпня.
Хедлайнери проєкту у 2019 році Тіна Кароль, Арсен Мірзоян, Альоша, Mélovin, «Без Обмежень», Jerry Heil, Мята, гурт DILEMMA, TARABAROVA та польський рок-гурт «Enej».

## Проєкт на YouTube
- 2016 —
- 2017 —  [Архівовано 10 серпня 2019 у Wayback Machine.]
- 2018 —

Сторінка у фейсбуці  [Архівовано 16 вересня 2019 у Wayback Machine.]